# Cleeve Prior
Cleeve Prior es una localidad situada en el condado de Worcestershire, en Inglaterra (Reino Unido). Según el censo de 2011, tiene una población de 551 habitantes.
Está ubicada al sur de la región Midlands del Oeste, cerca de la frontera con la región Sudoeste de Inglaterra y de la orilla del río Severn —el más largo de Gran Bretaña— y al sur de la ciudad de Birmingham.